# Lycodes nishimurai
 Lycodes nishimurai és una espècie de peix de la família dels zoàrcids i de l'ordre dels perciformes.

## Morfologia
- Els mascles poden assolir 27,8 cm de longitud total i les femelles.
- Nombre de vèrtebres: 113-116.[4]

## Hàbitat
És un peix marí i d'aigües profundes que viu entre 642-669 m de fondària.

## Distribució geogràfica
Es troba al Mar del Japó.

## Observacions
És inofensiu per als humans.